# رشید حرکوک
رشید حرکوک (انگلیسی: Rachid Harkouk؛ زادهٔ ۱۹ مهٔ ۱۹۵۶) یک بازیکن فوتبال اهل الجزایر است.
از باشگاه‌هایی که در آن بازی کرده‌است می‌توان به باشگاه فوتبال نوتس کانتی، باشگاه فوتبال کویینز پارک رنجرز، باشگاه فوتبال چرتسی تاون، باشگاه فوتبال فلتم، و باشگاه فوتبال کریستال پالاس اشاره کرد. وی عضو تیم ملی فوتبال الجزایر در جام جهانی فوتبال ۱۹۸۶ بوده است.